# Reserva de biosfera Bañados del Este

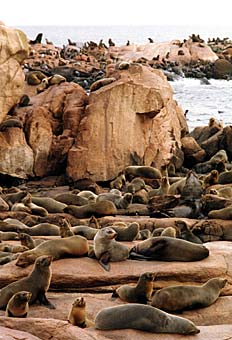
El sector litoral de esta reserva de biosfera mantiene importantes colonias reproductivas del lobo marino de dos pelos sudamericano.

La reserva de biosfera Bañados del Este, también conocida como reserva de biosfera Bañados del Este y Franja Costera, es un área protegida instituida por la UNESCO en el año 1976, situada en el centro-este de Sudamérica, específicamente en el oriente de Uruguay. Más del 90 % de la superficie de la reserva son tierras privadas.

## Historia y características
Esta reserva de la biosfera fue reconocida por la Unesco en junio de 1976 como parte del Programa sobre el Hombre y la Biosfera (MaB) al ser una región geográfica representativa de diferentes hábitats del planeta y en la cual los recursos naturales son explotados bajo una forma que respeta el concepto de desarrollo sostenible. Cubre tanto ecosistemas terrestres como marítimos de la región este de Uruguay.
Diseños del siglo XX
Originalmente contaba con 200 000 ha las que estaban encerradas en el departamento de Rocha. En el año 1997 fue ampliada notablemente, basándose en el concepto de cuenca hidrográfica. De este modo, se desarrollaba en los departamentos de Treinta y Tres y Rocha así como también en sectores de los de Cerro Largo, Lavalleja y Maldonado.
Hidrográficamente incluía arroyos de pendiente atlántica y otros correspondientes a la cuenca de la laguna Merín, desde la divisoria de aguas conformada por la cuchilla Grande. Su superficie total comprendía así unas 3 850 000 hectáreas. El límite oriental era la línea fronteriza entre Brasil y Uruguay; el límite austral era la isla de Lobos, frente a Punta del Este; el límite occidental era Illescas; finalmente, el límite norte era Aceguá.
En su interior se localizaban 32 localidades de más de 500 habitantes, siendo las más pobladas: Melo, Treinta y Tres, Rocha y Río Branco.
Diseños del siglo XXI
Una nueva delimitación, aprobada en el año 2004, redujo la superficie a 1 250 000 ha, con una población humana de alrededor de 70 000 habitantes. Aún mantiene áreas en los departamentos nombrados salvo en el de Lavalleja. El 3,7 % del territorio protegido está constituido por espejos de lagunas mientras que el 4,2 % está cubierto por aguas oceánicas. Aún no se ha aprobado una zonificación interna formal, es decir, definir cuáles son las áreas núcleo, tampón y transición, de acuerdo a los criterios UNESCO – MAB.
Dentro de la misma se encuentra tanto campos privados como áreas protegidas por el estado uruguayo, en la forma de parques nacionales, paisajes protegidos y áreas protegidas con recursos manejados. Esta enorme área constituye más que una reserva, un laboratorio social, al mixturar la protección de la naturaleza con el desarrollo económico sustentable. 
El sector de litoral marítimo posee varias áreas protegidas reunidas en el parque nacional de Islas Costeras, el cual es administrado por el Ministerio de Ganadería, Agricultura y Pesca de Uruguay a través de la Dirección General de Recursos Naturales Renovables y de la Dirección Nacional de Recursos Acuáticos. Otras áreas protegidas se encuentran bajo la órbita de Sistema Nacional de Áreas Protegidas de Uruguay (SNAP), por ejemplo la Quebrada de los Cuervos, parque nacional de reserva de fauna y flora de San Miguel, el Cerro Verde e islas de la Coronilla, el parque nacional Cabo Polonio, la laguna de Rocha, el área protegida Laguna Garzón, etc.  

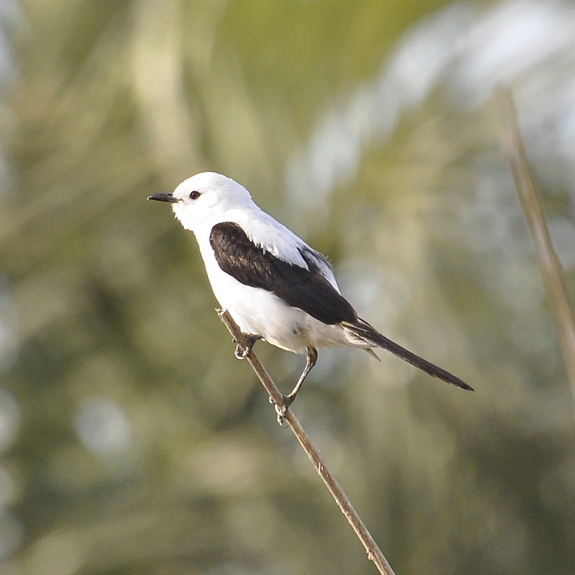
La monjita dominicana (Xolmis dominicanus), un ave destacada de esta reserva.

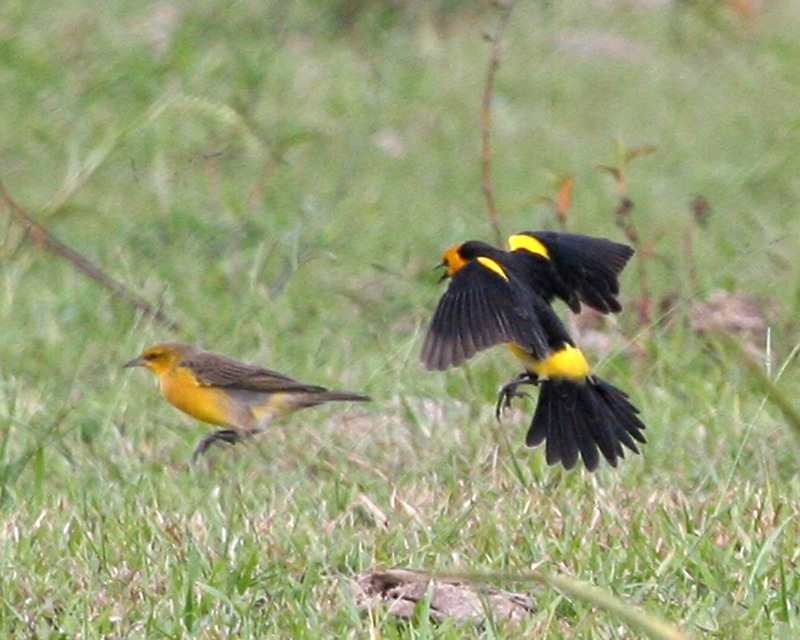
El tordo amarillo o dragón (Xanthopsar flavus), un ave destacada de esta reserva.

## Aspectos geográficos
Clima
El clima de la reserva es templado con tendencia subtropical. La temperatura media anual es de 16 °C. En razón de la proximidad del océano y su efecto morigerador, la amplitud térmica anual y diaria es moderada. Los acumulados anuales de precipitación se sitúan entre 1123 y 1293 mm, sin una clara preponderancia estacional.
Geología
La reserva se localiza en el borde suroriental del escudo cristalino. Los cursos fluviales nacen en sierras y lomadas de baja altitud, relieves caracterizados por elevaciones que no superan los 250 m s. n. m.. Desembocan en la llanura costera de la laguna Merín, en una zona que sufrió procesos de hundimiento, lo que facilitó la acumulación de sedimentos, en el orden de miles de metros de profundidad. Más hacia el este el hundimiento fue mayor, concluyendo en una profunda fosa tectónica, la cual es denominada Fosa de la Laguna Merín. 
Las transgresiones marinas determinaron alteraciones del borde litoral atlántico, donde en algunas zonas los cordones dunícolas han efectuado algunos avances.
Edafología
La reserva presenta variadas formas del paisaje y suelo.
- Sierras. Las serranías, de los tipos cristalinas y gondwánicas, constituyen el 33 % del área total de la reserva, representando sus porciones de mayores altitudes. Presentan suelo rocoso desnudo o superficial y un uso mayormente pecuario, si bien ha avanzado sobre ellas la forestación comercial con especies exóticas.
- Colinas y valles. Cubren el 13 % de la superficie total de la reserva. Las colinas se posicionan entre las lomadas y las sierras, mientras que los valles se distribuyen de manera dispersa, siendo sus suelos de elevada fertilidad y muy profundos.
- Lomadas sedimentarias. Abarcan el 6 % de la reserva. Sus suaves ondulaciones se localizan entre las colinas y las llanuras altas.
- Lomadas y colinas gondwánicas. Representan el 4 % de la reserva. Sus suelos son los de mayor aptitud agrícola de la región.
- Llanuras altas y medias. Cubren el 14 % de la superficie de la reserva. Son terrenos planos pero no inundables, empleados en explotaciones pastoriles-arroceras.
- Llanuras bajas. Constituyen el 17 % del total del área protegida. Son zonas que se cubren de agua, ya sea de manera estacional o permanente. Las internas, las perilacunares y las que marginan a los ríos son las que más problemas hídricos poseen, sin embargo la mitad aproximadamente fueron canalizadas y destinadas al cultivo de arroz. Otras llanuras bajas poseen suelos mal drenados y se inundan por desbordes de cuerpos permanentes, siendo explotadas principalmente para pastoreo de ganado.[5]
- Costa atlántica. El litoral marino ocupa el 13 % de la superficie total de la reserva; posee lomas, planicies costeras, dunas y playas de arena o rocas e islas costeras.

Hidrografía
La reserva posee numerosos cursos fluviales marginados por selva en galería, destacando los ríos Olimar, Cebollatí, Tacuarí, San Luis y Yaguarón y los arroyos Yerbal Grande, Yerbal Chico, Yerbalito, Cañada Grande, Zapata, Sarandí, etc.
Paralelo al borde costero atlántico se localiza un rosario de grandes cuerpos lacunares, los cuales poseen elevada biodiversidad, son las lagunas litorales de José Ignacio, Garzón, Rocha y Castillos; algunas son de agua dulce y otras son salobres al estar conectadas con el mar.

## Patrimonio biológico

### Flora

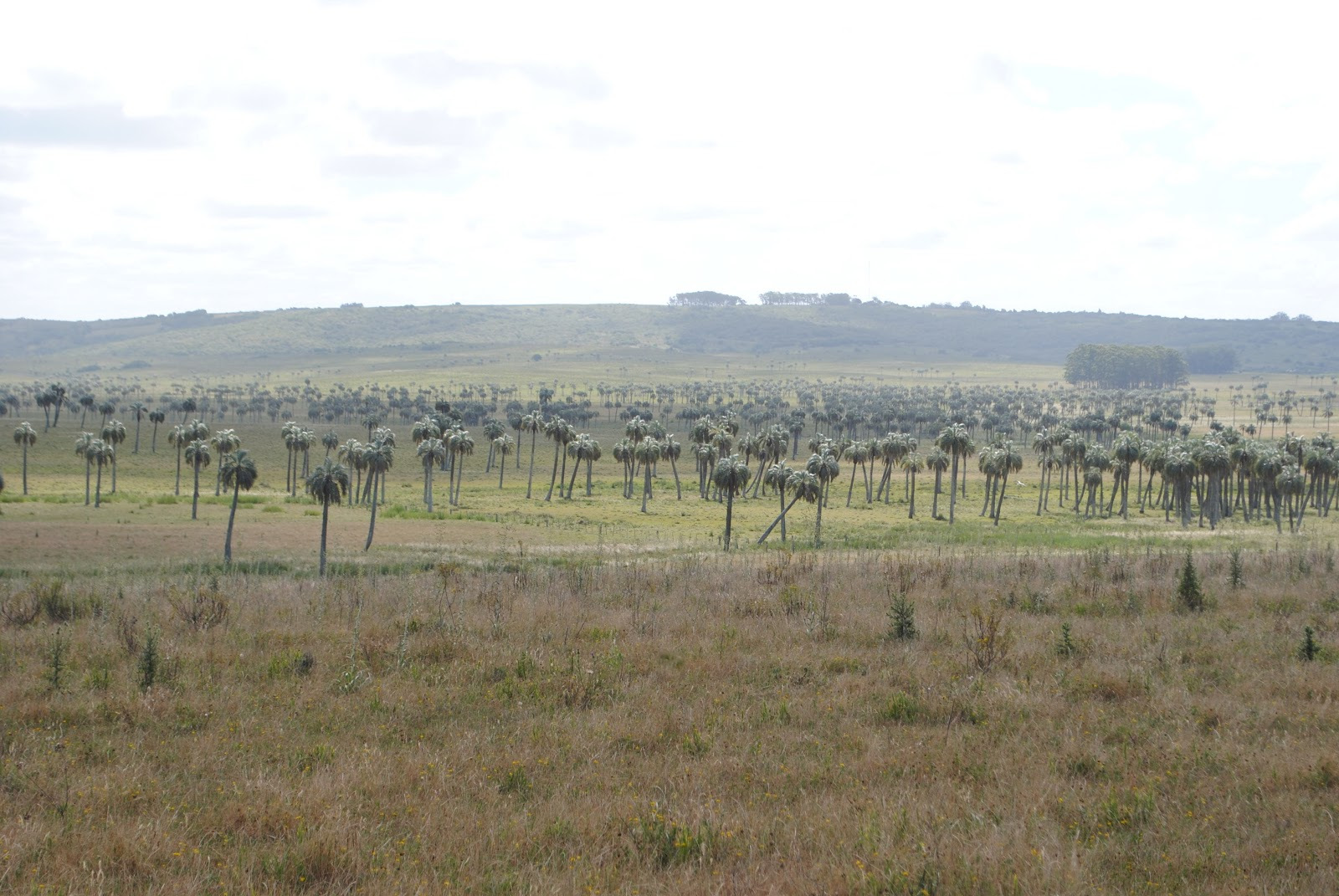
Bosque abierto monoespecífico de palmera butiá creciendo en esta reserva.

La reserva posee un ecosistema dominante, dada la superficie que ocupa, que es la pradera, en la cual dominan las especies de ciclo estival. Además presenta numerosos tipos de comunidades hidrófilas y ecosistemas fisonómicamente caracterizados por árboles, como bosques psamófilos, palmares, bosques ribereños y bosques xerófilos, y por matorrales, como el serrano y el psamófilo.
Entre los ecosistemas más representativos se encuentra el palmar de butiá (Butia odorata), el cual cubre unas 70 000 ha.
Esta palmera está amenazada ya que sus ejemplares juveniles no soportan el pastoreo del ganado, por lo que la especie se ve impedida de realizar la indispensable sucesión de edades, observándose sólo ejemplares centenarios ya que la mayor parte de los palmares de la reserva está en manos de productores agropecuarios.

### Fauna

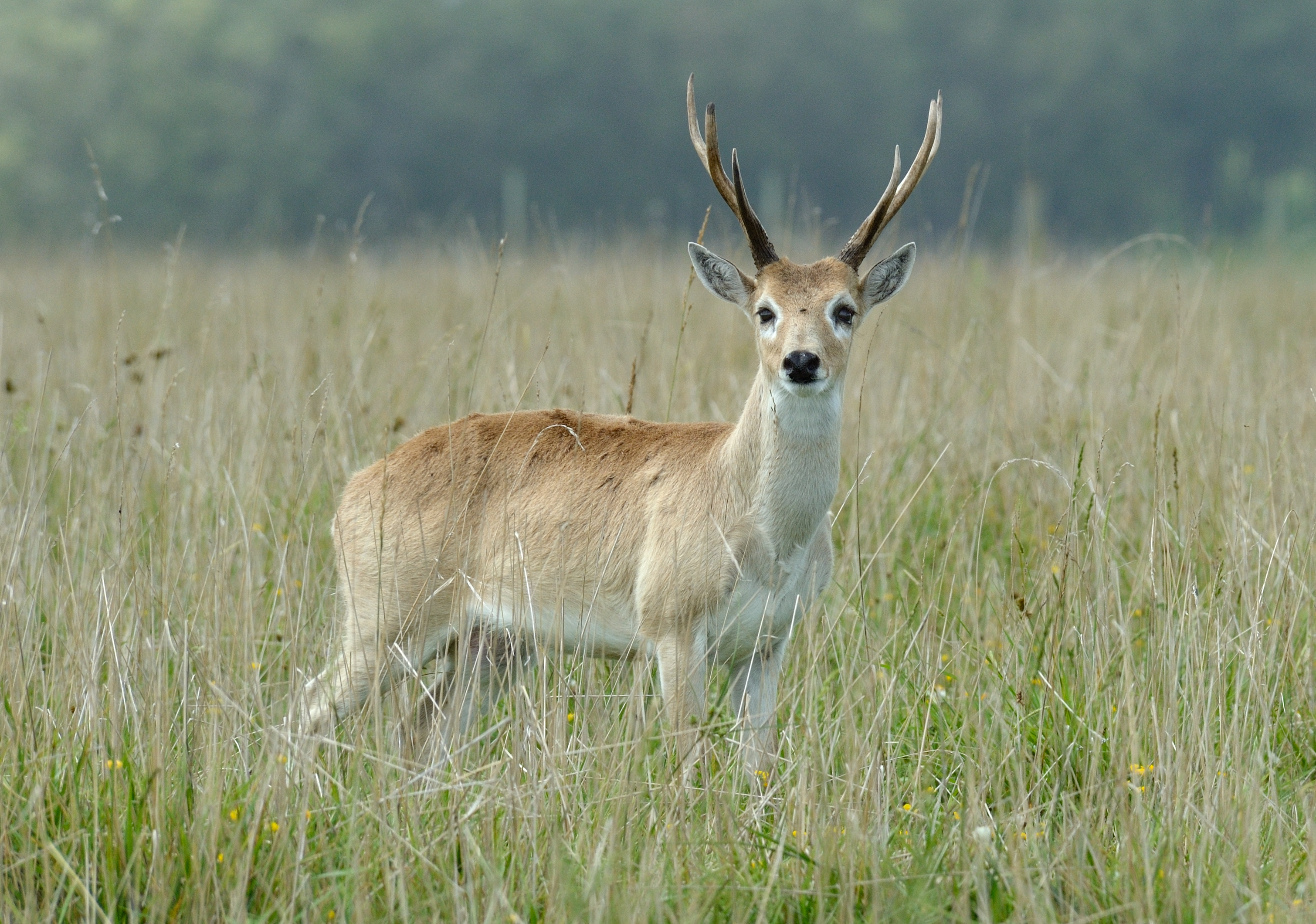
El venado de campo de los Ajos (Ozotoceros bezoarticus uruguayensis) es un endemismo de esta área protegida.

Entre las especies faunísticas destacan algunos endemismos, por ejemplo el venado de campo de los Ajos (Ozotoceros bezoarticus uruguayensis).
Con respecto a las aves, mantiene buenas poblaciones de algunas especies en retroceso numérico como la monjita dominicana (Xolmis dominicanus) y el tordo amarillo o dragón (Xanthopsar flavus).
Buena parte de los bañados de Rocha son extensamente cultivados con arroz; si bien este agroecosistema es un ambiente artificial, es muy adecuado para la alimentación, nidificación y conservación de multitud de especies de aves acuáticas con abundancia de individuos, destacando los chorlos y playeros.